# Taniguchi Tomoki
Tomoki Taniguchi (谷口 智紀 Taniguchi Tomoki, sinh ngày 22 tháng 10 năm 1992) là một cầu thủ bóng đá người Nhật Bản. Anh thi đấu cho Azul Claro Numazu.

## Sự nghiệp
Tomoki Taniguchi gia nhập câu lạc bộ tại Giải bóng đá Nhật Bản Nara Club năm 2015. Năm 2017, anh chuyển đến câu lạc bộ J3 League Azul Claro Numazu.